# Tố Hữu
Tố Hữu (Geburtsname: Nguyễn Kim Thành; Aliasname: Lành; * 4. Oktober 1920 in Quảng Điền, Thừa Thiên; † 9. Dezember 2002 in Hanoi) war ein Schriftsteller und Politiker der Kommunistischen Partei Vietnams KPV (Đảng Cộng sản Việt Nam) in der Sozialistischen Republik Vietnam, der unter anderem von 1958 bis 1980 Sekretär des Zentralkomitees (ZK) der KPV, zwischen 1976 und 1980 erst Kandidat und danach von 1980 bis 1986 Mitglied des Politbüros des ZK war. Er war ferner zwischen 1980 und 1986 stellvertretender Premierminister. Er war auch als Schriftsteller tätig und veröffentlichte neben mehreren politischen Büchern auch zahlreiche Lyrikbände.

## Leben
Der als Nguyễn Kim Thành geborene Tố Hữu trat 1936 dem Kommunistischen Jugendverband bei und wurde 1938 Verantwortlicher für Propaganda und Propaganda des Parteikomitees der Stadt Huế. Wegen seiner politischen Aktivitäten wurde er im April 1939 verhaftet und zu zwei Jahren Freiheitsstrafe verurteilt, die er im Gefängnis von Huế ableistete. Aufgrund seines Kampfes gegen Folter wurde seine Haftstrafe erhöht, woraufhin er nach Lao Bảo, dann nach Buôn Ma Thuột und schließlich in das Konzentrationslager Đắclay in der Provinz Kon Tum verbannt wurde. Im März 1942 gelang ihm die Flucht und Rückkehr nach Thanh Hóa, wo er am Wiederaufbau der Stadt mitwirkte. Im Anschluss fungierte er zwischen 1943 und 1945 als Sekretär des Parteikomitees der Provinz Thanh Hóa sowie als Mitglied des Führungsgremiums in der „Quang Trung“-Kriegszone. Während der Augustrevolution 1945 wurde er vom Zentralkomitee entsandt, um Aufstandskomitees in den Provinzen Nghệ An, Hà Tĩnh, Quảng Bình, Quảng Trị und Thừa Thiên zu organisieren und Kontakt zu revolutionären Gruppen in der südlich-zentralen Region (Nam Trung Bộ) aufzunehmen. Nach der Revolution wurde er im August 1945 stellvertretender Sekretär des Parteikomitees der Zentralregion sowie Vorsitzender des Aufstandskomitees von Thừa Thiên. 1946 wurde er zum Leiter der ZK-Abteilung für Kultur- und Jugendarbeit sowie Ende 1946 zum Sekretär des Parteikomitees der Provinz Thanh Hóa ernannt. Im Anschluss wurde er von der Zentralregierung zwischen 1947 und 1950 nach Việt Bắc versetzt, wo er für Kunst und Handwerk zuständig und Leiter des Zentralen Unterausschusses für Kunst war. Im September 1950 beschloss das Zentralkomitee der Partei, eine Propagandaabteilung unter der Leitung von Trường Chinh einzurichten, woraufhin er Mitarbeiter dieser Abteilung wurde.
Auf dem II. Nationalkongress der KPV (11. bis 19. Februar 1951) wurde Tố Hữu Kandidat des ZK der KPV und im Juli 1951 durch das Dekret Nr. 39-SL zum Direktor der Informationsabteilung im Büro von Premierminister Hồ Chí Minh ernannt. 1954 kehrte er in die Parteizentrale zurück und wurde stellvertretender Leiter der Zentralen Propagandaabteilung sowie zugleich stellvertretender Vorsitzender des Literatur- und Kunstverbandes (Liên hiệp các Hội Văn học nghệ thuật). Auf einem Plenum des II. ZK wurde er 1955 erstmals Mitglied des ZK der KPV und gehörte diesem Parteigremium nach seinen Bestätigungen auf dem III. Nationalkongress (5. bis 12. September 1960), dem IV. Nationalkongress (14. bis 20. Dezember 1976) und dem V. Nationalkongress (27. bis 31. März 1982) bis zum VI. Nationalkongress (15. bis 18. Dezember 1986) 31 Jahre lang an. Auf einem weiteren Plenum des II. ZK im November 1958 wurde er zudem zum ZK-Sekretär berufen und bekleidete diese Funktion bis März 1980. Er blieb außerdem stellvertretender Leiter der ZK-Abteilung für Propaganda und wurde ferner im September 1960 Mitglied der Nationalversammlung (Quốc hội Việt Nam), der er in der zweiten Legislaturperiode bis 1964 angehörte. Ferner wurde er 1960 Leiter des neu geschaffenen Amtes für Literatur und Bildung und übte diese Funktion bis zu seiner Ablösung durch Lê Liêm am 7. Januar 1963 aus. Er war neben Innenminister Trần Quốc Hoàn und General Nguyễn Chí Thanh und Tố Hữu ein enger Vertrauter von Lê Duẩn, der zwischen 1960 und 1986 Generalsekretär der KPV war.

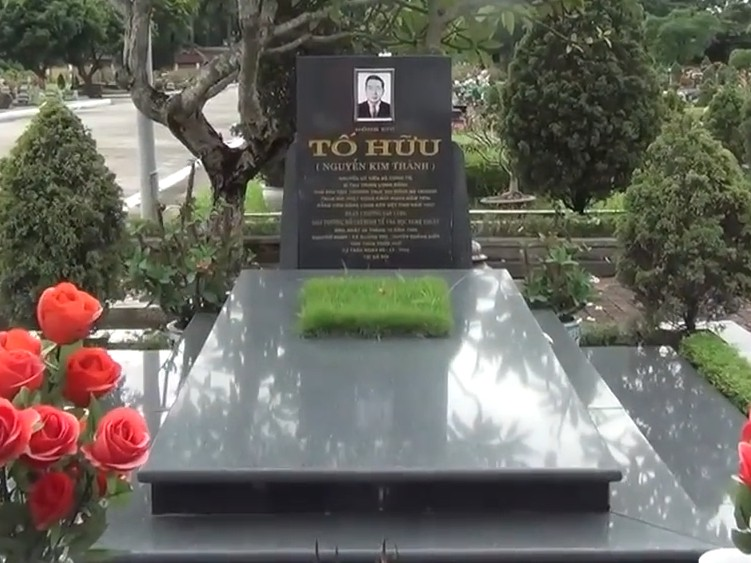
Grabstätte von Tố Hữu auf dem Friedhof von Mai Dịch

Als Nachfolger von Trường Chinh übernahm Tố Hữu schließlich 1968 den Posten als Leiter der ZK-Abteilung für Propaganda und bekleidete diese Funktion innerhalb der Parteizentrale bis 1982. Er wurde daneben 1968 Leiter der ZK-Abteilung für Wissenschaft und Bildung sowie 1969 Direktor der Zentralen Parteischule „Nguyễn Ái Quốc“ beziehungsweise 1977 Direktor der daraus entstandenen und umbenannten Parteihochschule „Nguyễn Ái Quốc“. Des Weiteren übernahm er 1972 die Funktion als Leiter des Zentralen Vereinigungskomitees. Auf dem IV. Nationalkongress im Dezember 1976 wurde er auch Kandidat des Politbüros des ZK. Er wurde im August 1976 auch Vizepräsident der Union für Literatur und Kunst (Hội Liên Hiệp Văn Học Nghệ Thuật Việt Nam). Im September 1977 wurde er stellvertretender Direktor des Komitees zur Transformation der Landwirtschaft im Süden (Nam Bộ) und im September 1979 stellvertretender Vorsitzender des Gemeinsamen Partei- und Regierungskomitees für Bildungsreformen. Am 7. Februar 1980 wurde er zu einem der stellvertretenden Premierminister (Phó Chủ tịch Thường) in das Kabinett von Phạm Văn Đồng berufen und bekleidete dieses Amt bis zum 21. Juni 1986, wobei er seit dem 4. Juli 1981 Erster stellvertretender Premierminister war. Auf einem Plenum des IV. ZK der KPV im März 1980 wurde er schließlich zum Mitglied des Politbüros gewählt. Er gehörte diesem obersten Führungsgremium der Partei ebenfalls bis zum VI. Nationalkongress im Dezember 1986 an und nahm in der Parteihierarchie den neunten Platz unter den vierzehn Politbüromitgliedern ein. 1981 wurde er des Weiteren Mitglied des Nationalen Verteidigungsrates, dem er bis Juni 1986 angehörte, und war in der siebten Legislaturperiode von 1981 bis 1987 erneut Mitglied der Nationalversammlung. Ferner wurde er im Juni 1986 Verantwortlicher für die ideologische und kulturelle Arbeit der Partei und im Oktober 1991 vom Politbüro beauftragt, an der Zusammenfassung und Erforschung einer Reihe ideologischer, kultureller, pädagogischer und wissenschaftlicher Themen mitzuwirken.

## Veröffentlichungen

### Politische und autobiografische Werke
- Giáo dục thié̂u nhi vì chủ nghĩa cộng sản, (Erziehung von Kindern für den Kommunismus), Mitautoren Lê Duẩn und Phạm Văn Đồng, Hanoi 1967
- Xây dựng một nền va̮n nghệ lớn xứng dáng với nhân dân ta với thời dại ta, (Aufbau einer großartigen Technologiebranche, die unserer Bevölkerung und unserer Zeit würdig ist), Hanoi 1973
- Quyết tâm thực hiện tốt cuộc vận động tổ chức lại sản xuất và cải tiến quản lý nông nghiệp, lâm nghiệp, (Entschlossene gute Umsetzung der Kampagne zur Neuorganisation der Produktion und zur Verbesserung der land- und forstwirtschaftlichen Bewirtschaftung), Hanoi 1976
- Đẩy mạnh phong trào thi đua "dậy tốt, học tốt" theo gương các điển hình tiên tiến về giáo dục, (Förderung der Nachahmungsbewegung „Gut lehren, gut lernen“ nach dem Vorbild fortgeschrittener Bildungsbeispiele), Hanoi 1978
- Khẩn trương và tích cực đẩy mạnh phong trào hợp tác hóa nông nghiệp ở miền Nam, (Dringende und aktive Förderung der landwirtschaftlichen Kooperationsbewegung im Süden), Hanoi 1979
- Công tác giáo dục và sự nghiệp bồi dưỡng thế hệ cách mạng cho đời sau, (Bildung und Ausbildung der revolutionären Generation für die nächste Generation), Hanoi 1980
- Cuộc sông, cách mạng và văn học nghệ thuật, (Leben, Revolution und Literatur und Kunst), Hanoi 1981
- Phấn đấu vì một nền văn nghệ xã hội chủ nghĩa, (Streben nach einer sozialistischen Kunst und Kultur), Hanoi 1982
- Một số vấn đề cần nắm vững khi thực hiện nghị quyết hội nghị lần thứ ba Ban chấp hành trung ương, (Bei der Umsetzung des Beschlusses der dritten Konferenz des Zentralen Exekutivkomitees müssen einige Fragen gemeistert werden), Hanoi 1983
- Những nhiệm vụ cấp bách trong công tác cải tiến quản lý kinh tế, (Dringende Aufgaben zur Verbesserung des Wirtschaftsmanagements), Hanoi 1984
- Nắm vững đừơng lối của Đảng, đổi mới quản lý kinh tế, (Begreifen der Richtlinien der Partei und Erneuerung der Wirtschaftsführung), Hanoi 1985
- Xóa bỏ quan liêu bao cấp giải quyết một số vấn đề cấp bách về giá-lương-tiền, (Lösung einer Reihe drängender Preis-Lohn-Geld-Probleme durch den Wegfall bürokratischer Subventionen), Hanoi 1985
- Nhớ lại một thời hồi ký, (Erinnerung an eine Zeit voller Erinnerungen), Hanoi 2000

### Lyrische Werke
- Việt Bắc. Tập thơ, (Nordvietnam. Gedichtsammlung), Hanoi 1954
- Hãy nhớ lấy lời tôi. Thơ, (Merken Sie sich meine Worte. Poesie), Hanoi 1960
- Gió lộng. Tập thơ, (Windiger Wind. Eine Gedichtsammlung), Hanoi 1961
- Từ ấy và Việt Bắc, (Von dort und Viet Bac), Hanoi 1963
- Bác Hồ thơ, (Onkel Hos Gedichte), Hanoi 1970
- Từ ấy. Thơ, 1937–1946, (Von diesem Moment an. Poesie, 1937–1946), Hanoi 1971
- Ra trận. Thơ, (Gehe in den Kampf. Gedichte), Hanoi 1972
- Nước non ngàn dặm. Thơ, (Das Wasser ist Tausende von Kilometern entfernt. Gedichte), Hanoi 1973
- Máu và hoa. Thơ, (Blut und Blumen. Gedichte), Hanoi 1977
- Tác phẩm. Thơ, (Arbeiten. Gedichte), Hanoi 179
- Tuyển tập Tố Hữu. Thơ, (Tố Hữu. Gedichtsammlung), Hanoi 1990
- Từ ấy – chào năm 2.000, (Von da an – Hallo Jahr 2.000), Hanoi 1991
- Một tiếng đờn, (Ein Geigenklang), Đà Nẵng 1992
- Thơ, (Gedichte), Hanoi 1994
- Việt Bắc, tác phẩm và dư luận, (Viet Bac, Werke und öffentliche Meinung), Hanoi 2002
- Tố Hữu toàn tập, (Tố Hữu. Vollständige Sammlung), Hanoi 2008

### Veröffentlichung in deutscher Sprache
- Vietnam, mein Land. Ausgewählte Gedichte 1938–1974, Verlag Neues Leben, Ost-Berlin 1975

## Hintergrundliteratur
- Elizabeth Hodgkin, Mary Jameson: Blood and flowers. The path of the poet To Huu. Selected poems of To Huu, Hanoi 1978
- Tố Hữu, nhà thơ cách mạng, (Tố Hữu, revolutionärer Dichter), Hanoi 1980
- Directory of Officials of the Socialist Republic of Vietnam. A Reference Aid, Bände 7–25, US National Foreign Assessment Center, 1980 (Onlineversion)
- Directory of Officials of the Socialist Republic of Vietnam. A Reference Aid, 1983 (Onlineversion)
- Vũ Thị Thanh: Ký ức người ở lại. Hồi ký, (Erinnerungen der Zurückgebliebenen. Memoiren), Hanoi 2012
- Trần Minh Trưởng: Tố Hữu, tiểu sử, (Tố Hữu, Biografie), 2020

## Weblink
- Hoàng Anh. In: Homepage der Kommunistischen Partei Vietnams. Abgerufen am 17. November 2023 (vietnamesisch).